# Escorxador municipal (Ripoll)
L'Escorxador municipal és una obra de Ripoll protegida com a Bé Cultural d'Interès Local.

## Descripció
Construït sobre projecte d'Antoni Coll Fort a l'any 1906. Edifici de planta paral·lelepipèdica que desenrotlla les diferents dependències entorn d'un pati central. Es remarca un cos central sota el que se situa l'entrada i la simetria de dos cossos laterals que envolten el pati i el tanquen sobre ell mateix. De llenguatge eclèctic és una mostra d'arquitectura sense concessions a l'estil que evoluciona dels esquemes acadèmics plantejats com a canònics fins llavors.